# Les Hayes
Les Hayes település Franciaországban, Loir-et-Cher megyében. Lakosainak száma 172 fő (2022. január 1.). Les Hayes Les Hermites, Montrouveau, Saint-Martin-des-Bois és Ternay községekkel határos.

## Népesség
A település népességének változása:
| Lakosok száma | 280  | 188  | 169  | 179  | 190  | 181  | 176  | 170  | 169  | 172  |
|               | 1968 | 1982 | 1990 | 2006 | 2013 | 2015 | 2017 | 2019 | 2020 | 2022 |